# 陆培 (崇祯进士)
陆培（1618年—1645年7月27日），字鲲庭，号部娄，祖籍浙江金华府兰溪县，生于浙江杭州府钱塘县，明末政治人物，西泠派重要文士，“西泠十子”之首陸圻的二弟。崇祯十三年（1640年）进士，任行人司行人。弘光元年（1645年）清军南下时，曾结聚义士数百人，打算保卫家乡。杭州陷落后，陆培自尽殉国，监国鲁王追赠尚宝司丞，谥忠壮；隆武帝追赠尚宝司少卿，谥忠毅；乾隆时，清廷追谥忠节。著有《旃凤堂集》。

## 生平

### 少年登科
万历四十六年（1618年），陆培出生于杭州府钱塘县的一个书香门第，他的父亲、叔叔都是有名的文士。小时候，刚开始读书时，不是很聪明，每天只能读进六七行字。但是他刻苦好学，每天都苦读不缀，渐渐掌握了学习的窍门，终于能够写出漂亮的文章。崇祯十二年（1639年）己卯科浙江乡试举人，十三年（1640年）庚辰科进士。

### 驰名文坛
陆培认为当时士人们专攻八股文，读书太少。因此中了进士后，没有赴京选官，而是选择继续回家苦读。不仅学诗作文，而且广泛学习天文、治河、农业、地理、数学等方面的知识，成为饱学之士。又参加文社，才名高于一时，被当时的读书人所推重。大学士黄道周起初不怎么待见陆培，至其拂袖而去，后来读了陆培所著的《旃凤堂集》，后悔不已，称其为国士；后来官至兵部尚书的陈子龙曾为陆培的文稿作序，大加赞赏；抗清志士夏完淳将陆培视作学问品行可以为师的五人之一；明末文坛领袖钱谦益则认为陆培的文章可以比肩于谦、王守仁。

### 矢志殉国
南明弘光元年（1645年），陆培被起用为行人司行人，名士徐继恩弹劾首辅马士英，马士英大怒要逮捕他，陆培上书力争，保下徐继恩。不久清兵攻破南京，大举南下，陆培召集了数百壮士，打算保卫杭州。他对杭州的潞王朱常淓说：“杭州虽然地方偏僻，当年宋高宗却凭此地得以中兴。殿下应该对百姓开诚布公，联络各地的抗清武装，必定能成大事，这是上天给予的机会，不可丧失啊。”潞王沉默良久，却说：“恐怕事情不成功，连累百姓。”陆培看到潞王毫无抵抗的决心，大哭而去。
清军攻打杭州，潞王立降。领兵的贝勒博洛为笼络人心，稳定统治，下令杭州城内有名的士人必须五天内报到，不来者派兵抄家。轮到陆培时，陆培已经携家人避难城西的桐坞村中。博洛大怒，扬言陆培不来就挖他祖坟，陆培于是在弘光元年闰六月初五（1645年7月27日）写下绝命诗二首，自缢殉国，年仅二十八岁。死前遗言要把自己的尸体放在车马辐辏的大路上，以防止清兵根据踪迹寻找到母亲。监国鲁王朱以海知道陆培殉节后，追赠尚宝司丞，谥忠壮；隆武帝追赠尚宝司少卿，谥忠毅；乾隆四十一年（1776年），清廷追谥忠节。

## 轶事

### 保全他人的名节
陆培长相俊美，为人洁身自好。有一次，他到松江府华亭县一个富人家里作客，富人的妾看上了他，想晚上和他约会，派了一个丫鬟传话。陆培一语不发，急忙离去，并且还叮嘱仆人不可泄露此事，以免污人名节。

### 与陈潜夫的恩怨
陈潜夫，字玄倩，是陆培的同乡，东林党人，弘光年间任河南道监察御史。陆培在父亲去世后，曾求见大名士黄道周，希望为父亲求一篇墓誌。陈潜夫正好在座，因为陆培父子起初鮮与东林党往来，就说了许多坏话，黄道周因此托病不见。陆培知道原委后，非常生气。后来陈潜夫得罪同乡，陆培写就檄文一篇將他赶走。陆培殉国后，陈潜夫却首先上疏为其请谥，并不以私怨而埋没他，为人所称道。陈潜夫后来也抗清殉节，两人的儿子成为好友，明亡相约不出仕。

## 家庭
陆培的祖父陆东，是一位易学名家；父亲陆运昌，叔父陆鸣时、陆鸣煃都是有名的文士。陆运昌为崇祯七年（1634年）甲戌科进士，曾任江西吉水县知县，上疏免除百姓税粮数万石。兄弟六人中陆培排行第二。长兄陆圻素有文名，为“西泠十子”之首，后受陆培殉国影响，绝意仕途，改行医為生。陆培和三弟陆堦也都是西泠派重要人物，与陆圻并称“陆氏三龙门”。妻子陈氏，孝顺而有气节，陆培死后立志不改嫁，守节三十八年，入《列女传》。有一子陆繁弨，字拒石，很有学问，明亡不仕。侄子陆寅（陆圻子）却参加清朝的科举考试，康熙二十七年（1688年）戊辰科进士，未及选官突然病故。

### 引用
1. ↑  《忠义录》卷5《陆培传》：“培幼时迟钝，受书，日不过六七行。”
2. ↑  《康熙钱塘县志·卷之二十·人物忠节》：“读书官舍，暑不避蚊蚋，寒至慄人，终不偃卧。”
3. ↑  《东林列传》卷11《陆培王道焜合传》：“发愤读书，日不尽数卷不止。”
4. ↑  《东林列传》卷11《陆培王道焜合传》：“为文词，振笔风发，光采烂然，人皆叹其华赡。”
5. ↑  《康熙钱塘县志·卷之二十·人物忠节》：“崇祯己卯举于乡，庚辰成进士。”
6. ↑  《南疆绎史勘本·卷十七·义烈诸臣列传第十一》：“不谒选，归而读书。”
7. ↑  《康熙钱塘县志·卷之二十·人物忠节》：“究天文、河渠、农政诸书，旁及五纬图谶，开方勾股之学。”
8. ↑  《南疆绎史勘本·卷十七·义烈诸臣列传第十一》：“里中多名士，培时初冠，出与之上下议论，咸以为弗如也。其所为诗文，一时争效之，号‘浙派’。”
9. ↑  《东林列传》卷11《陆培王道焜合传》：“是时，东南吴越间竞尚文会。培自少好客，长益喜自负，与其兄弟收召文士，日夜为贤豪欢，称诗角艺，一时号‘西陵体’。”
10. ↑  《忠义录》卷5《陆培传》：“道周以培后进士，不甚备宾主之礼。培拂袖去，曰：‘世无孔子，我膝卒不可屈。’其后道周见培《旃凤堂集》，叹曰：‘陆君国士，我恨不早识之。’”
11. ↑  《安雅堂稿》卷2《陆鲲庭旃凤堂文稿序》：“予友陆鲲庭弱冠射策，名动公卿，其才沉博绝丽，无所不洽。”
12. ↑  《夏完淳集笺校》卷3《五子诗》。
13. ↑  《牧斋初学集》卷40《陆鲲庭文集引》：“本朝浙中人才，莫先于于庭益、王伯安……鲲庭之文，取材博，抒意远，筹策安危，激劝忠义，其光熊熊然，其文彧彧然，盖有意为庭益、伯安之文，而非近代之文也。”
14. ↑  《西河集》卷109《洞宗二十九世传法五云俍亭挺禅师塔志铭》：“公名净挺，号俍亭，即仁和徐世臣也。世臣讳继恩，别字逸亭，十岁能文。天启中，魏监乱政，恶之，作《宦者论》。稍长，补诸生，擢茂才异等，壬午副榜。福王时，举明经，首公。公为文刺马士英，士英怒，趣官旗逮公，大行陆培争止之。”
15. ↑  《南疆绎史勘本·卷十七·义烈诸臣列传第十一》：“与其友陆彦龙结壮士数百人，谋保障乡土。”
16. ↑  《忠义录》卷5《陆培传》：“时潞王至杭州，培建谓王曰：‘江南兵食有余，以奸臣乱政，我兵自相贼，清因乘之，非其将有异略也。今陛下蒙尘，江南已陷，然而杭州尤未至。此地虽偏，宋高宗尝用之以定中兴。殿下幸而驻此，宜以至诚开父老，悉起十一郡兵，稍收诸溃卒以拒清，人必争奋为殿下尽死，远近闻风，无不响应，此天授之时，不可失也。’王默然久之，曰：‘恐事不就，重祸百姓，子休矣。’培退，泣曰：‘国祚至此，将奈何！’”
17. ↑  《东山国语·浙语七》：“北贝勒令益严，逼诸绅投谒，五日不至者兵及其门。及培，培不应。贝勒怒曰：‘培必不岀，吾发培先人冢。’”
18. ↑  《雪交亭正气录》卷2：“闰六月初五寅时绝笔。”
19. ↑  《东山国语·浙语七》：“死遗言，嘱陈尸通衢以绝后之迹培者，且无入山中惊吾母。”
20. ↑  《忠义录》卷5《陆培传》：“监国赠尚宝司丞，谥忠壮，荫一子入监。隆武帝赠尚宝司少卿，谥忠毅。”
21. ↑  《钦定胜朝殉国诸臣录》卷3。
22. ↑  《南疆绎史勘本·卷十七·义烈诸臣列传第十一》：“培少负俊才，美丰仪；善属文，行谊修谨。”
23. ↑  《忠义录》卷5《陆培传》：“培状貌甚美，尝客华亭，有富家妾窥之，心悦而好焉，欲夜奔培，遣婢致意。培令刺舟速去，谓仆曰：‘若等慎勿告人，恐败此妇名也。’”
24. ↑   《东山国语·浙语五》：“杭绅陆鲲庭培，负文望，谒石斋，乞为先人誌墓。才通刺，玄倩以陆子初不与东林之席，笑曰：‘石斋先生座岂有鲲庭履迹哉？’复微词其父，石斋由是以疾辞，未之见，培闻之怒。”
25. ↑  《明史·列传第一百六十五》：“好臧否人，里中人恶之。友人陆培兄弟为文逐潜夫，潜夫乃避居华亭。”
26. ↑  《鲒埼亭集外编》卷31《题陆鲲庭陈玄倩传后》：“玄倩首上疏，为鲲庭请赠谥，时益叹为不可及 。”
27. ↑  《康熙钱塘县志·卷之二十五·人物隐逸》：“陆繁弨，字拒石，行人司陆培子也……同学诸生先后掇高第去，繁弨泊如也。或劝之就试，辄不应。学使者张安茂廉知之，檄有司令与殉节陈公潜夫子曾篁俱来，繁弨上书陈情，卒不赴会，曾篁亦辞不至。”
28. ↑  《康熙钱塘县志·卷之二十·人物政事》：“运昌初名鸣勳，弟鸣时、鸣煃相友爱。父东，《易》名家，即以父为师，父殁，共为砥砺。”
29. ↑  《忠义录》卷5《陆培传》：“父运昌，崇祯甲戌进士，知吉水县，上疏蠲逋租数万。”
30. ↑  《东山国语·浙语七》：“兄圻，字丽京，亦负异材，选拔明经。乙酉，感鲲庭之变，弃而业医。”
31. ↑  《西河集》卷105《陸三先生墓誌銘》：“时杭郡唯公兄弟三人裒然居首，而他皆不与。人之造其庐者，比之河津之有三门山，曰此‘陆氏三龙门’。云吉水公生五子，长丽京，讳圻；次鲲庭，讳培；先生其三也。”
32. ↑  《雍正浙江通志·卷二百三·陸培妻陳氏》：“少时父病，割臂肉进之，愈。年十九，归行人培。培自缢桐坞，变闻，陈自楼上堕地，絶而复苏。时年未三十，历三十八载，冰霜之操如一日。”